# Pedro Ortiz de Zárate
Pedro Ortiz de Zárate, né le 29 juin 1622 à Jujuy et mort assassiné le 27 octobre 1683 à Abra de Zenta, est un prêtre catholique argentin, missionnaire auprès des populations indigènes, qui est massacré en haine de la foi chrétienne. Reconnu martyr par l'Église catholique, le Saint-Siège a annoncé sa béatification en juillet 2022.

## Biographie

### Mariage et carrière civile
Pedro Ortiz de Zárate est né le 29 juin 1622 à Jujuy, en Argentine, dans une famille de notables, d'origine basque. Son grand-père paternel, Pedro de Zárate, général et colon espagnol, prend part à la fondation de la ville de Jujuy. La famille de Zárate donne une éducation classique à ses enfants, dans une atmosphère très religieuse. Pedro Ortiz de Zárate est particulièrement incliné vers la piété, et se sent attiré par la prêtrise.
Devenu chef de famille après la mort prématurée des parents, Pedro Ortiz de Zárate épouse, à l'âge de 17 ans, Petronila Ibarra Argañarás y Murguía, de noble famille. De leur union naissent deux fils. 
Pedro Ortiz de Zárate occupe des responsabilités civiles à Jujuy, notamment la charge de maire. Moins de 10 ans après son mariage, il devient veuf, en 1654. Il confie ses enfants à leur grand-mère, afin de continuer ses devoirs liés à ses charges civils. Pendant ce temps, l'idée de la vocation sacerdotale revient. Pedro Ortiz passe de nombreuses heures par nuit dans la chapelle  de l'Hôtel de Ville. Après plusieurs années de discernement, il se décide à se lancer dans la prêtrise.

### Prêtre
Après avoir convaincu l'évêque diocésain de sa vocation sacerdotale, Pedro Ortiz étudie la théologie, et est ordonné prêtre en 1657. 
En 1659, il est nommé curé de Jujuy, charge qu'il occupe pendant 24 ans. Il parcourt parfois de longues distances afin d'aller porter les besoins spirituels aux habitants les plus éloignés. Il fait ériger une grande église paroissiale et plusieurs chapelles sur tout le territoire de sa paroisse. Pedro Ortiz de Zárate s'occupe aussi des pauvres, donne ses propres biens et organise la charité pour les malades.

### Martyre

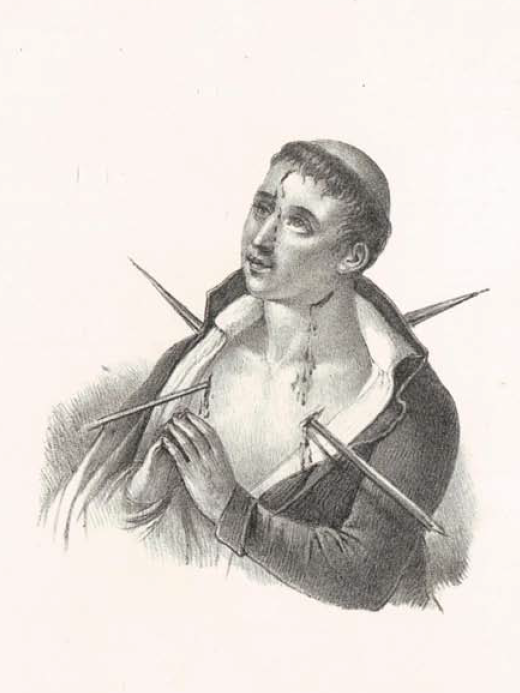
Représentation du P. Juan Antonio Solinas, transpercé de lances, qui est martyrisé avec le P. Pedro Ortiz

Depuis plusieurs semaines, Pedro Ortiz et Giovanni Antonio Solinas, accompagnés de 23 autochtones chrétiens, sillonnaient la vallée de l'Abra de Zenta ; ils faisaient le catéchisme aux villageois et avaient bâtit au centre de la vallée une chapelle Santa Maria, qui était le centre de leurs activités missionnaires.
Les deux prêtres missionnaires restent basés là, en attendant la venue de vivres qu'ils devaient distribuer aux populations. Le 26 octobre 1683, 500 hommes armés des tribus Toba et  Mocovi font irruption à la mission. Les deux missionnaires ne cherchent pas à s'enfuir et se préparent à mourir pour la religion chrétienne. Toutefois, l'armée d'autochtone se montre tout d'abord sans violence
Le matin du 27 octobre, les deux missionnaires peuvent célébrer la messe. Ayant réuni les villageois pour leur faire le catéchisme, l'attitude des 500 Indiens armés change brusquement. Au nom de leurs divinités, ils s'emparent de Pedro Ortiz et de Juan Solinas, et les massacrent à coups de lances. Une fois empalés, les deux missionnaires ont la tête tranchée. Dans ce massacre, 18 catéchistes indiens, qui suivaient les missionnaires depuis plusieurs semaines, sont également mutilés puis exécutés.
Après leur exécution, les deux autres missionnaires qui devaient leur apporter des vivres pour les Indiens viennent recueillir en cachette leurs dépouilles mutilées, afin de leur donner une sépulture. Celle de Pedro Ortiz de Zárate est ramenée en triomphe à Jujuy, et déposée dans ce qui est aujourd'hui la cathédrale San Salvador. Les populations espagnole et métisse chrétiennes considèrent directement les deux missionnaire tués comme des martyrs de la foi. Leurs tombes deviennent un lieu de pèlerinage.

## Vénération

### Béatification

#### Procès canonique
Dès le retour des dépouilles des deux prêtres tués à Jujuy, la population locale les vénère comme des martyrs de la foi. Leurs tombes deviennent un lieu de pèlerinage. Leur cause de canonisation est sérieusement proposée, mais la difficulté des moyens de l'époque pour récolter les témoignages et les faire étudier par Rome met un terme aux avancées du procès canonique.
C'est en 1998 que l'évêque d'Orán ouvre de nouveau le procès canonique des martyrs. En 2002, les 18 laïcs indigènes martyrisés avec les deux missionnaires sont retirés du procès, à cause de l'absence quasiment absolue d'informations sur leurs personnes.

#### Reconnaissance du martyre

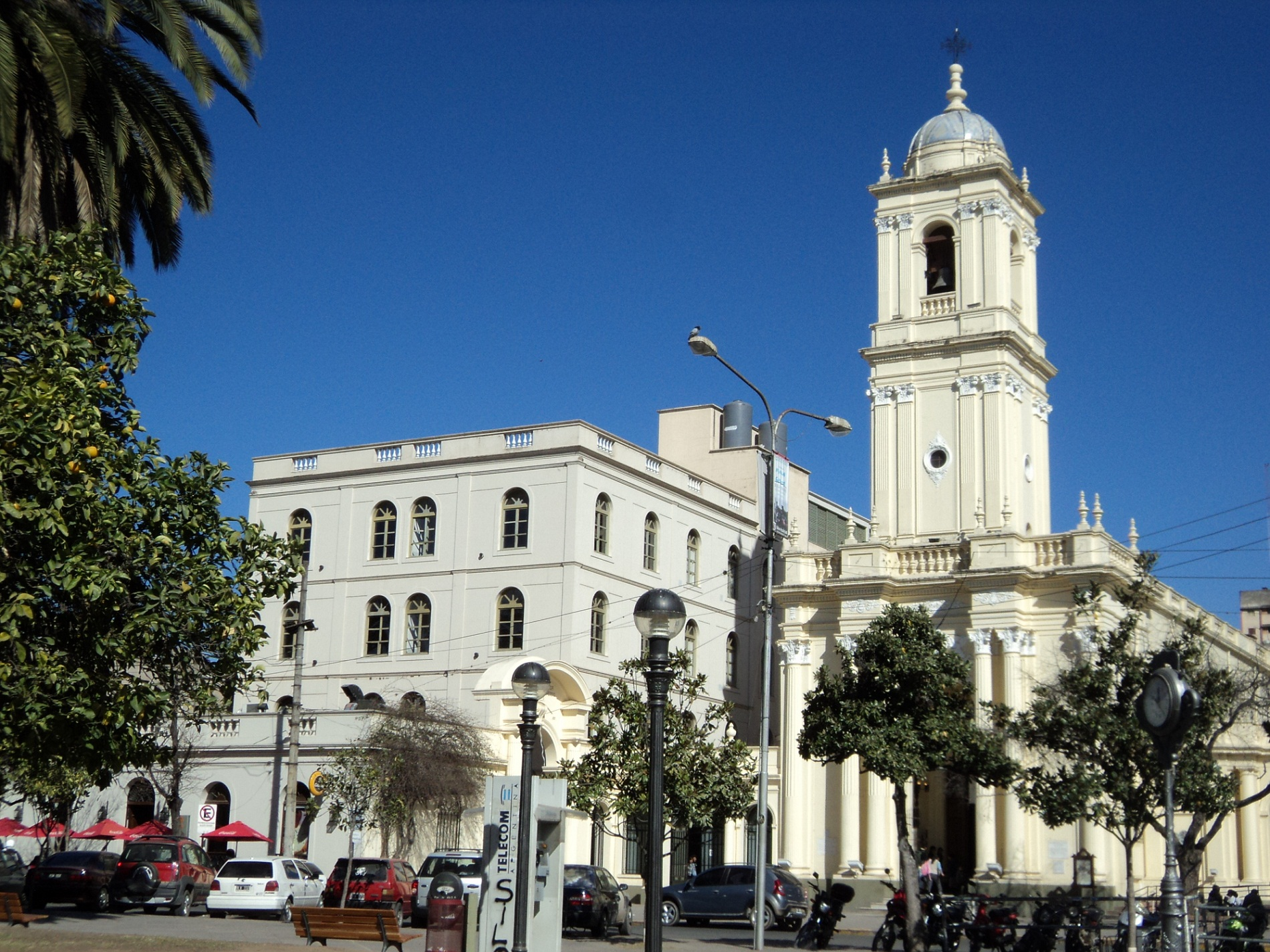
Cathédrale de Jujuy.

Une fois l'enquête diocésaine sur le martyre de Pedro Ortiz et Juan Solinoas étudiée et approuvée par la Congrégation pour les causes des saints, les prélats de ce dicastère présentent leur cas au pape.
Le 13 octobre 2021, le pape François reconnaît le martyre de Pedro Ortiz de Zárate et de Juan Solinas, et signe le décret permettant leur béatification.
Ils sont solennellement proclamés bienheureux le 2 juillet 2022 en Argentine.

### Culte
La sépulture de Pedro Ortiz de Zárate est située dans la cathédrale San Salvador de Jujuy, lieu de pèlerinage depuis que sa dépouille y fut déposée en 1683.